# Caspar Pound
Caspar Pound (* 1970 in Peterborough; † 30. April 2004 in London), irrtümlich auch Casper Pound geschrieben, war ein britischer Musiker, Produzent, Labelbetreiber und Remixer.
In Deutschland ist er vor allem unter dem Techno-Projekt The Hypnotist bekannt, dass er zusammen mit Peter Smith betrieb.

## Leben
Über sein Privatleben ist fast gar nichts bekannt, da er dieses nie in sein künstlerisches Schaffen einbrachte oder in Interviews Details erwähnte. Bekannt ist jedoch, dass er eine Tochter namens Sapho hatte, nach der er 1992 ein Label benannte. Die Behauptung, er solle er ein direkter Nachkomme des amerikanischen Dichters Ezra Pound sein, ließ sich nicht bestätigen.
Mit 19 Jahren begann Caspar Pound seine musikalische Aktivität. Zusammen mit Marc Williams startete er das Trio A Homeboy, A Hippie & A Funki Dredd, welches vor allem durch die Single-Veröffentlichung Start The Panic bekannt wurde und den Klassiker Total Confusion schuf. Im Februar 1991 gründete er mit Rising High Records sein erstes eigenes Label, dem im Laufe des Bestehens drei Sublabels angeschlossen waren. Auf diesem Label veröffentlichte er vor allem eigene Produktionen und Kompositionen, die unter verschiedenen Aliasnamen und Nebenprojekten erhältlich waren. Pound zeichnete sich in seiner Heimat vor allem dadurch aus, dass er härtere Gangarten elektronischer Musik populär machte und, durch die Lizenzierung von Harthouse(UK), der sogenannten German Trance Music einen Zugang zum britischen Markt bot.
Seine bekannteste musikalische Aktivität blieb aber bis heute The Hypnotist, in der er zusammen mit Peter Smith fünf Jahre aktiv war. 
In dem Projekt Rising High Collective (R.H.C.) arbeitete er auch mit der Sängerin Plavka zusammen, mit der er zum Beispiel 1991 den Club-Klassiker Fever Called Love aufnahm und erstmals auf R&S Records veröffentlichte. Die Produktion war ein Dauerbrenner und wurde mehrmals auf verschiedenen Labels wiederveröffentlicht. Unter anderem auf Rising High Records oder mit neuen Remixen unter seinem bürgerlichen Namen auf dem Label Outline.
Die Veröffentlichungen Ende der Neunziger waren zugleich auch seine letzten bis zu seinem Tod.
Am Freitag, 30. April 2004 starb Caspar Pound infolge eines Herzinfarkts. Laut Dave Conway, der mit Caspar Pound lange Zeit zusammenarbeitete, litt er auch an einem Gehirntumor, der zwei Jahre zuvor entdeckt worden sei. Dies blieb allerdings bis heute unbestätigt.